# Fundación NMAC

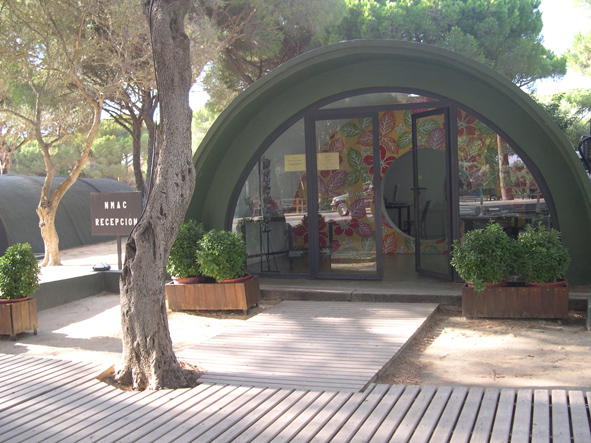
Eingang zum Fundación NMAC

Fundación NMAC (Fundación Montenmedio Arte Contemporáneo) ist ein Skulpturenpark bei Vejer de la Frontera in der spanischen Provinz Cádiz.
Der Skulpturenpark wurde 2001 eröffnet und besteht aus einer Dauerausstellung internationaler, moderner und heutiger Bildhauerkunst, darunter befindet sich Werke der Installations-, Konzept- und Performance-Kunst als auch Land-Art-Projekte. Regelmäßig finden auch Wechselausstellungen statt.
Der 30 Hektar große Park befindet sich in der Dehesa Montenmedio und grenzt an den Naturpark Parque Natural de la Breña y Marismas del Barbate.
Der Skulpturenpark und die Ausstellungen schließen zwischen 14 und 17 Uhr. Der Park kostet 5 Euro Eintritt. Die Arbeit Transplantado von Roxy Paine ist zurzeit verliehen und daher nicht zu sehen (Stand: Juli 2012).

## Dauerausstellung
1. Adel Abdessemed: Salam Europe! (2006) (deutsch: Gruß an Europa)
2. Marina Abramović: El Héroe (2001) (deutsch: Der Held)
3. Marina Abramović: Human Nests (2001)
4. Pilar Albarracín: La Noche 1002/Lunares (2001) (deutsch: 1002 Nacht- und Mondzeiten)
5. Maja Bajevic: Sculpture for the Blind/Le Voyage (2006)
6. Gunilla Bandolin: Sky's Impression (2001)
7. Maurizio Cattelan: San título (2001)
8. Olafur Eliasson: Quasi Brick Wall (2002)
9. Jeppe Hein: Modified Social Benches (2006)
10. Sol LeWitt: Cinderblock (2001)
11. Michael Lin: Garden Passage (2003)
12. Cristina Lucas: Tu también puedes caminar (2006) (deutsch: Auch du kannst gehen)
13. Pascale Marthine Tayou: Plansone Duty Free (2006)
14. Aleksandra Mir: Love Stories (2004/07)
15. Richard Nonas: River Run/Snake in the Sun (2001)
16. Roxy Paine: Transplantado (2001) (deutsch: Verpflanzung)
17. Ester Partegàs: Yo Recuerdo (2003) (deutsch: Erinnerung)
18. MP y MP Rosado: Secuencia ridicula  (2002)
19. Fernando Sánchez Castillo: Fuente (2003) (deutsch: Fontäne)
20. Santiago Sierra: 3000 huecos de 180×70×70 cada uno (2002) (deutsch: 3000 Textlücken auf 180×70×70 cm)
21. Huang Yong Ping: Hammam o Baño Árabe (2003) (deutsch: arabisches Badehaus)
22. Shen Yuan: Puente (2004) (Deutsch: Brücke)
23. James Turrell: Second Wind (2005)

## Abbildungen

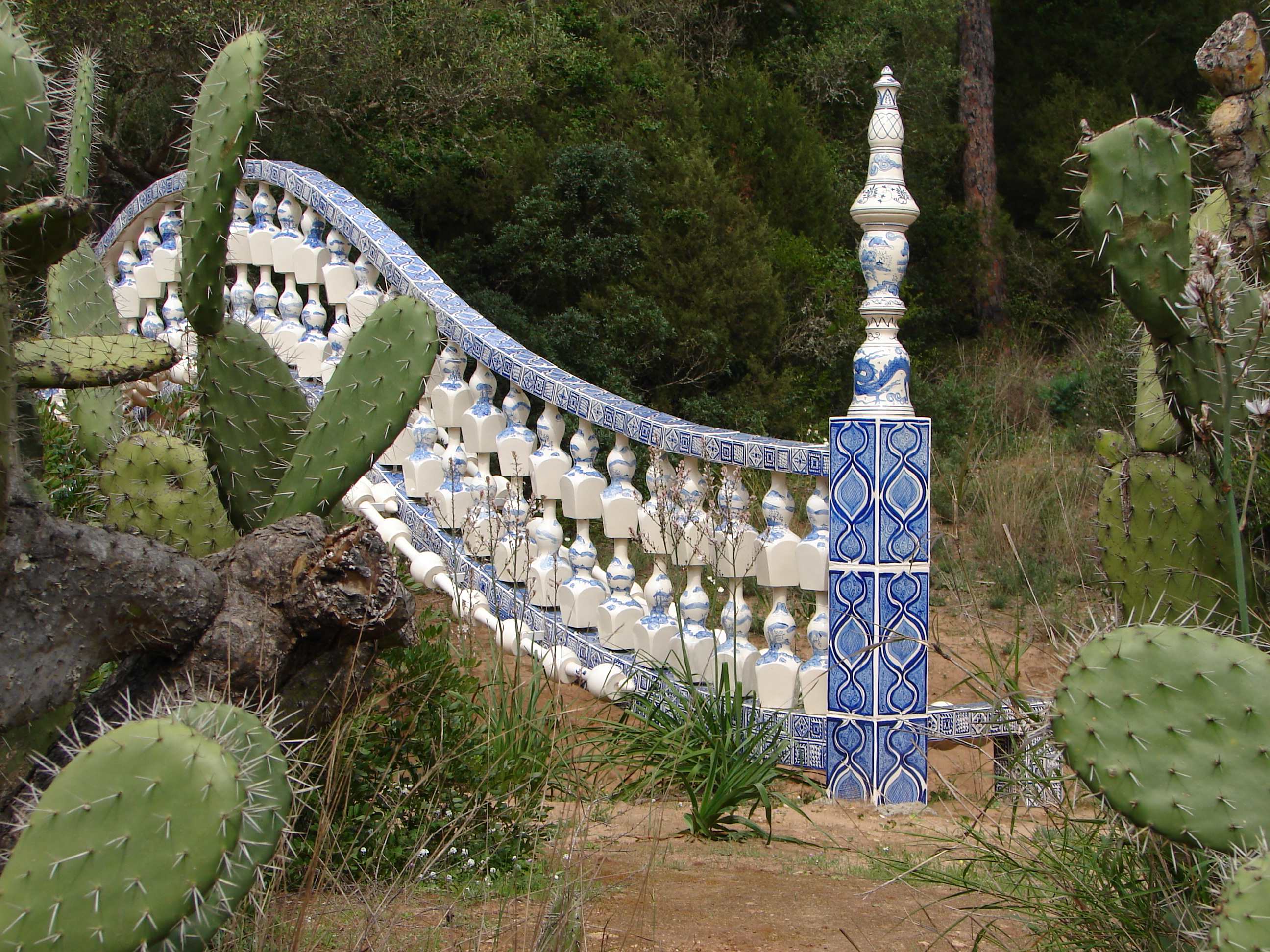
Nr. 22: Puente